# Saison 1972-1973 de l'équipe de France de rugby à sept
Cette page présente la saison 1972-1973 de l'équipe de France de rugby à sept qui consiste en un Tournoi de rugby à sept qui a lieu à Édimbourg le 7 avril 1973 et qui constitue le premier tournoi international de rugby à sept.

## Effectif
La France, comme les autres équipes (à l'exception de l'Écosse qui avait des vrais joueurs de rugby à sept), est formée de joueurs de rugby à XV.

## Déroulement du tournoi
Le tournoi a lieu au Murrayfield Stadium d'Édimbourg, organisé par la Fédération écossaise de rugby (SRU), et constitue de fait le premier tournoi international de rugby à sept (sport ayant vu le jour à Melrose, en Écosse, à la fin du XIXe siècle) 20 ans avant la première Coupe du monde de rugby à sept qui a lieu en 1993.
Les nations faisant partie de l'international rugby board prennent part à la compétition, à l'exception de l'Afrique du Sud. La France, qui n'est alors par encore membre de l'IRB, est également invité et une équipe d'honneur, le President's VII est formé.
L'équipe de France, figurant dans la "poule B", avec le futur gagnant de la compétition, l'Angleterre, ne gagne aucun match.
Poule B :
| Équipe          | Joués | V | D | PP | PC | +/- | Pts |
| --------------- | ----- | - | - | -- | -- | --- | --- |
| Angleterre      | 3     | 3 | 0 | 70 | 26 | 44  | 6   |
| Pays de Galles  | 3     | 2 | 1 | 76 | 38 | 38  | 4   |
| President's VII | 3     | 1 | 2 | 46 | 70 | -24 | 2   |
| France          | 3     | 0 | 3 | 20 | 78 | -58 | 0   |

- 14:06 :  Angleterre 22-0 France

- 15:36 :  France 4-36 Pays de Galles

- 16:30 :  France 16-20 President's VII